# Апостильб
Апости́льб (обозначение: асб, asb; от греч. αποστίλβω «сверкаю») — единица яркости в системе СГС. Была предложена французским физиком Андре Блонделем. С 1978 года официально является устаревшей и в данное время не используется.
1 асб = 1/{\displaystyle \pi }  × 10−4 сб = 0,3199 нт = 10−4 Лб.
1 апостильб — это яркость поверхности, равномерно рассеивающей свет по всем направлениям и обладающей светимостью 1 лм/м².

## Источник
- Апостильб // Ангола — Барзас. — М. : Советская энциклопедия, 1970. — С. 128. — (Большая советская энциклопедия : [в 30 т.] / гл. ред.  А. М. Прохоров ; 1969—1978, т. 2).